# Chippewa Falls (Wisconsin)
Chippewa Falls – miasto w Stanach Zjednoczonych, w stanie Wisconsin, siedziba administracyjna hrabstwa Chippewa.